# Woodstock: Music from the Original Soundtrack and More
Woodstock: Music from the Original Soundtrack and More ist ein Livealbum mit Aufnahmen des Woodstock-Festivals von 1969. Die ursprüngliche Veröffentlichung als 3-LP-Set auf dem „Cotillion“-Label (SD 3-500) fand am 11. Mai 1970 statt. 1994 wurde ein 2-CD-Set veröffentlicht. Ein zweites Livealbum mit weiteren Aufnahmen des Festivals auf 2 LPs kam 1971 unter dem Namen Woodstock 2 heraus.

## Titelliste
Beim ursprünglichen LP-Set enthielt die erste LP die Seiten 1 und 6, die zweite LP die Seiten 2 und 5, und die dritte LP die Seiten 3 und 4. Zur Zeit der Veröffentlichung war diese Seitenkombination üblich, da die gängigen Plattenwechsler so die eigentliche Reihenfolge der Seiten mit nur einem Umdrehen des gesamten Plattenstapels abspielen konnten.
Bei den meisten Titeln ist die Aufnahme länger als die eigentliche musikalische Darbietung, bedingt durch Ansagen, Gespräche der Musiker, Publikumsgesang und Ähnliches. Daher sind jeweils zwei Laufzeiten angegeben: zuerst die Laufzeit des Musikstückes, dann in Klammern die Gesamtlaufzeit der Aufnahme.

### Seite 1
1. I Had a Dream (John B. Sebastian) – 2:38 (2:53)
  - John B. Sebastian
2. Going Up the Country (Alan Wilson) – 3:19 (5:53)
  - Canned Heat
3. Freedom (Adapted from “Motherless Child”, by Richie Havens) – 5:13 (5:26)
  - Richie Havens
4. Rock and Soul Music (Country Joe McDonald/Barry Melton/Chicken Hirsch/Bruce Barthol/David Cohen) – 2:09 (2:09)
  - Country Joe and the Fish
5. Coming into Los Angeles (Arlo Guthrie) – 2:05 (2:50)
  - Arlo Guthrie
6. At the Hop (A. Singer/J. Medora//P. White) – 2:13 (2:33)
  - Sha Na Na

### Seite 2
1. The “Fish” Cheer/I-Feel-Like-I’m-Fixin’-to-Die Rag (Country Joe McDonald) – 3:02 (3:48)
  - Country Joe McDonald
2. Drug Store Truck Drivin’ Man (James Roger McGuinn/Gram Parsons) – 2:08 (2:38)
  - Joan Baez & Jeffrey Shurtleff
3. Joe Hill (Earl Robinson/Alfred Hayes) – 2:40 (5:34)
  - Joan Baez
4. Suite: Judy Blue Eyes (Stephen Stills) – 8:04 (9:02)
  - Crosby, Stills and Nash
5. Sea of Madness (Neil Young) – 3:22 (4:20)
  - Crosby, Stills, Nash & Young

### Seite 3
1. Wooden Ships (David Crosby/Stephen Stills/Paul Kantner) – 5:26 (5:26)
  - Crosby, Stills, Nash & Young
2. We’re Not Gonna Take It (From “Tommy”) – 4:39 (6:54)
  - The Who – Die Aufnahme endet mit verschiedenen Ansagen, u. a. dass der Zugang zum Konzert ab sofort kostenlos ist (“It’s a free concert from now on”).
3. With a Little Help from My Friends (John Lennon/Paul McCartney) – 7:50 (10:06)
  - Joe Cocker – Bei der CD-Version endet hier die erste CD mit einer anderthalbminütigen Aufnahme des heftigen Regens (“Rainstorm, Crowd Sounds, Announcements & General Hysteria”).

### Seite 4
1. Soul Sacrifice (Carlos Santana/Gregg Rolie/José Areas/Mike Carabello/David Brown/Michael Shrieve) – 8:05 (13:52)
  - Santana – Die ersten 3 Minuten sind der Gesang des Publikums gegen den Regen (“Crowd Rain Chant”).
2. I’m Going Home (Alvin Lee) – 9:20 (9:57)
  - Ten Years After

### Seite 5
1. Volunteers (Paul Kantner/Marty Balin) – 2:45 (3:31)
  - Jefferson Airplane – Die Aufnahme endet mit einer kurzen Ansprache von Max Yasgur, dem Besitzer des Festivalgeländes.
2. Medley (Sylvester Stewart) von Sly & the Family Stone – 13:47 (15:29)
  - Dance to the Music – 2:11
  - Music Lover – 4:50
  - I Want to Take You Higher – 6:46
3. Rainbows All Over Your Blues (John B. Sebastian) – 2:05 (3:54)
  - John B. Sebastian

### Seite 6
1. Love March (Gene Dinwiddie/Philip Wilson) – 8:43 (8:59)
  - The Butterfield Blues Band
2. Medley von Jimi Hendrix – 12:51 (13:42)
  - Star Spangled Banner (trad; arr. Jimi Hendrix) – 5:40
  - Purple Haze (Jimi Hendrix) – 3:28
  - Instrumental Solo (Jimi Hendrix) – 3:43